# Divize C 1965/1966
V soubojích 1. ročníku České divize C 1965/66 se utkalo 14 týmů dvoukolovým systémem podzim – jaro. Tento ročník začal v srpnu 1965 a skončil v červnu 1966.

## Nové týmy v sezoně 1965/66
Před sezonou došlo k reorganizaci nižších soutěží, Divize C se stala jednou ze skupin 3. nejvyšší soutěže. Z 2. ligy – sk. B 1964/65 sestoupila do Divize C mužstva TJ Dynamo Kutná Hora a TJ Tepna Náchod. Z krajských přeborů ročníku 1964/65 (naposled jako 3. nejvyšší soutěž) postoupilo těchto 12 mužstev:
- 6 z Východočeského krajského přeboru ročníku 1964/65: vítězné TJ Spartak TOS Kostelec nad Orlicí, dále pak TJ Jiskra Úpice, TJ Lokomotiva Trutnov, TJ Spartak Chrudim, TJ Jiskra Semily a TJ Lokomotiva Česká Třebová.
- 5 ze Středočeského krajského přeboru ročníku 1964/65: TJ Spartak Vlašim, TJ Spartak Mladá Boleslav AZNP, TJ KŽ Králův Dvůr, TJ Lokomotiva Nymburk a TJ Lokomotiva Beroun a TJ Tatra Kolín.

## Výsledná tabulka
Zdroj: 
| Poř. | Tým                                | Z  | V  | R  | P  | VG | OG | B  |
| ---- | ---------------------------------- | -- | -- | -- | -- | -- | -- | -- |
| 1.   | TJ Spartak Vlašim                  | 26 | 19 | 3  | 4  | 74 | 19 | 41 |
| 2.   | TJ Spartak Mladá Boleslav AZNP     | 26 | 14 | 8  | 4  | 44 | 20 | 36 |
| 3.   | TJ Tepna Náchod                    | 26 | 13 | 7  | 6  | 58 | 41 | 33 |
| 4.   | TJ Jiskra Úpice                    | 26 | 11 | 8  | 7  | 36 | 30 | 30 |
| 5.   | TJ Dynamo Kutná Hora               | 26 | 9  | 10 | 7  | 43 | 40 | 28 |
| 6.   | TJ KŽ Králův Dvůr                  | 26 | 10 | 7  | 9  | 40 | 35 | 27 |
| 7.   | TJ Lokomotiva Nymburk              | 26 | 10 | 7  | 9  | 42 | 37 | 27 |
| 8.   | TJ Tatra Kolín                     | 26 | 9  | 9  | 8  | 41 | 42 | 27 |
| 9.   | TJ Lokomotiva Beroun               | 26 | 11 | 3  | 12 | 42 | 46 | 25 |
| 10.  | TJ Lokomotiva Trutnov              | 26 | 8  | 5  | 13 | 33 | 51 | 21 |
| 11.  | TJ Spartak Chrudim                 | 26 | 5  | 10 | 11 | 30 | 39 | 20 |
| 12.  | TJ Spartak TOS Kostelec nad Orlicí | 26 | 7  | 5  | 14 | 34 | 52 | 19 |
| 13.  | TJ Jiskra Semily                   | 26 | 7  | 5  | 14 | 23 | 43 | 19 |
| 14.  | TJ Lokomotiva Česká Třebová        | 26 | 4  | 3  | 19 | 22 | 67 | 11 |

Poznámky:
- Z = Odehrané zápasy; V = Vítězství; R = Remízy; P = Prohry; VG = Vstřelené góly; OG = Obdržené góly; B = Body

|  | Postup do 2. ligy – sk. A 1966/67                |
|  | Sestup do příslušného oblastního přeboru 1966/67 |